# Gigliato
Il Gigliato è stata una moneta italiana; era un carlino d'argento che prendeva il suo nome dai gigli che accantonavano la croce che si trovava al rovescio. 

## Storia
Fu emesso per la prima volta a Napoli da Carlo II d'Angiò nel 1303. Sostituiva il grosso tornese che era stato introdotto in precedenza dagli Angioini quando erano arrivati in Italia.
Al dritto era rappresentato il sovrano seduto e al rovescio, al posto dell'Annunciazione, c'era una croce ornata con gigli, da cui il nome. Il tipo del dritto era imitato da quello del grosso romanino, emesso dal Senato romano nel periodo 1253-1256, quando era senatore di Roma Brancaleone degli Andalò e dai tipi di Carlo I d'Angiò.
Nel Regno di Napoli fu coniata in argento durante il XIV secolo; in particolare il successore, Roberto d'Angiò, ne fece coniare in grande quantità.
La moneta ebbe particolare successo e fu imitata da diverse zecche del Levante tra cui quella dei Cavalieri di Rodi. L'elemento comune è la corona, di norma formata da dodici gigli.
Fu coniata anche, oltre che nel Levante, nell'Arelat (il regno burgundo intorno ad Arles) e in Ungheria.
Il piede era di 80 pezzi per libbra e quindi un peso di ca. 4 g. Il titolo era di 930/1000 e quindi conteneva 3,7 g di fino.
Lo stesso nome a volte indica il fiorino o altre monete che presentano il giglio come tipo.